# Arthur Baligot de Beyne
Pour les articles homonymes, voir Beyne.
Arthur Baligot de Beyne, né à Reims le 7 avril 1821 et mort à Paris le 7 janvier 1884, est un chancelier de l'ambassade turque à Paris.
Il fonde à Constantinople, en 1854, un journal nommé La Presse d'Orient. Il termine précepteur des enfants du prince souverain de Moldavie.
Il est inhumé dans le canton 2 du cimetière du Nord de Reims.